# Jongensjaren
 Jongensjaren (Russisch: Отрочество) uit 1854 is de tweede roman van de Russische schrijver Leo Tolstoj. Het is tevens het tweede deel van een semiautobiografisch drieluik over zijn jeugd.

## Inhoud
Na de dood van zijn moeder vertrekt de hoofdpersoon Nikolaj Petrowitsj Irtenjev met zijn  familie van het familielandgoed Petrovskoje naar oma in Moskou. Hij beleeft daar een vreselijke strijd met de Franse gouverneur St.-Jérôme, die de goedmoedige Duitse leraar Karl Ivanytsj Mauer opvolgde. De jonge Nikolaj weigert op een kwade dag zijn verontschuldigingen aan hem aan te bieden en ontwikkelt zo een onbegrensde puberale haat tegenover zijn kwelgeest.
Ook de verhouding met zijn ruim 1 jaar oudere broer Volodja is een moeizame. Laatstgenoemde overtreft zijn jongere broer in alles en dat is moeilijk voor Nikolaj te verkroppen, juist als zijn broer hem altijd tegenover derden in bescherming neemt.
Uiteindelijk overlijdt oma en laat aan haar kleindochter Ljoebotjka haar hele bezit na. De zus van Volodja en Nikolaj is gehandicapt door het doormaken van de Engelse ziekte in haar jeugd.
Aan het eind van het boek trouwen de lijfeigenen Vasili en Masja alsnog met elkaar, waarmee Nikolaj verlost wordt van zijn heimelijk verliefdheid op dit veel oudere meisje. Hij wordt opgenomen in de vriendenkring van zijn broer, die 1 jaar voor hem is gaan studeren aan de universiteit.